# Жаба-помідор
Жаба-помідор (Dyscophus) — єдиний рід земноводних підродини Dyscophinae з родини Карликові райки. Має 3 види.

## Опис
Загальна довжина представників цього роду коливається від 5 до 10,5 см. Спостерігається статевий диморфізм: самиці більші за самців. Голова велика, морда коротка. Тіло масивне. При небезпеці здатні надувати його, нагадуючи помідор. Звідси походить їх назва, а також у зв'язку з яскравим забарвленням. Шкіра містить алергичні токсини.
Забарвлення спини коливається від жовтувато-помаранчевого до темно-червоного. Самиці більш яскраві, у самців кольори тьмяніші. Черево жовтувате, у деяких видів із чорними плямами.

## Спосіб життя
Полюбляють тропічні ліси, місцини неподалік від стоячих водойм. Активні вночі. Живляться дрібними безхребетними. При небезпеці здатні вприскувати в очі ворогові неприємну речовину.
Це яйцекладні амфібії. Статева зрілість настає в 9—14 місяців. Парування відбування у сезон дощів.

## Розповсюдження
Мешкають на о. Мадагаскар.

## Види
- Dyscophus antongilii
- Dyscophus guineti
- Dyscophus insularis